# Arnsbach (Probstzella)
Arnsbach ist ein Ortsteil von Probstzella im Landkreis Saalfeld-Rudolstadt in Thüringen.

## Geografie
Arnsbach liegt nördlich von Probstzella und südlich von Unterloquitz westlich der Bundesstraße 85, die ebenso wie die Bahnstrecke nach Probstzella und weiter durch das Tal der Loquitz führt. Im Bereich des Ortsteils reicht im Süden der Auerbachgrund in das Dorf und vom Norden das Tal des Metterbachs.

## Geschichte
Wolfgang Kahl weist den 17. März 1370 als urkundliche Ersterwähnung des Ortes nach, die Gemeinde geht von 1417 aus. Damals war der Ort ein schwarzburgisches Dorf mit dem Namen Arembach. 1493 war die Schreibweise dann Arnßbach.
Der Ort gehörte zur Grafschaft Schwarzburg-Leutenberg und nach dessen Erlöschen von 1564 bis 1918 zur Oberherrschaft der Grafschaft bzw. des Fürstentums Schwarzburg-Rudolstadt.
1858 existierten sieben Wohnhäuser mit einem Gut; 130,1 ha umfasste die Flur. Diese Fläche teilten sich die Bergarbeiter mit dem Gut und betrieben Ackerbau als Nebenerwerb. Nach 1900 eröffnete man drei Schieferbergbaugruben. 1885 erfolgte die Eröffnung des Bahnhofs in Unterloquitz. Deshalb kam auch die Dachschieferproduktion in die Nähe des Bahnhofs nach Arnsbach. Die Schiefergruben Glückauf-Brand, Glückauf-Heimann und der Mühlenbruch waren 1944/45 für diverse U-Verlagerungen vorgesehen. Letztendlich begann die BASF mit der Verlagerung von Nebenprodukten der Treibstoffindustrie unter dem Decknamen Steinbock II. Nach Kriegsende entwickelte sich der VEB Thüringer Schiefergruben Unterloquitz. Nach der Wende wurde der Betrieb von der Niederländischen KOOP Holding übernommen, die bald darauf in Konkurs ging. Derzeitiger Besitzer ist die Unternehmensgruppe Link aus Stuttgart. Arnsbach wurde am 1. Juli 1950 ein Ortsteil der Gemeinde Unterloquitz und mit dieser 1994 nach Probstzella umgegliedert.